# Гертель, Бенно
Бенно Гертель (правильнее Хертель, нем. Benno Härtel; 1 мая 1846, Яуэр, Пруссия, ныне Явор — 4 августа 1909, Берлин) — немецкий музыкальный педагог и композитор.
В детстве вместе с семьёй переехал в Берлин, где его отец-юрист получил работу. Учился игре на скрипке (у Пауля Япсена) и фортепиано, изучал также теорию музыки под руководством Фридриха Киля. Публиковал фортепианные пьесы, автор большого количества церковных хоровых сочинений. С 1870 г. преподавал теорию музыки в Берлинской высшей школе музыки, с 1881 г. профессор.
Кавалер Ордена Красного орла IV класса (1903).